# Podział administracyjny Kościoła katolickiego na Węgrzech
Podział administracyjny Kościoła katolickiego na Węgrzech – w ramach Kościoła katolickiego na Węgrzech odrębne struktury mają:
- Kościół katolicki obrządku łacińskiego (Kościół rzymskokatolicki)
- Kościół katolicki obrządku bizantyjsko-węgierskiego

## Obrządek łaciński
Jednostki administracyjne Kościoła katolickiego obrządku łacińskiego na Węgrzech:
- metropolia jagierska
  - archidiecezja jagierska (egerska)
  - diecezja debreczyńsko-nyíregyháza'ska
  - diecezja vácska

- metropolia ostrzyhomsko-budapeszteńska
  - archidiecezja ostrzyhomsko-budapeszteńska
  - diecezja Győr
  - diecezja Székesfehérvár

- metropolia kalocko-kecskemécka
  - archidiecezja kalocko-kecskemécka
  - diecezja pecka
  - diecezja segedyńsko-csanádzka

- metropolia veszprémska
  - archidiecezja veszprémska
  - diecezja kaposvárska
  - diecezja szombathely'ska

- Bezpośrednio podległe do Stolicy Apostolskiej:
  - ordynariat wojskowy na Węgrzech
  - Opactwo terytorialne Pannonhalma

## Obrządek bizantyjsko-węgierski
Jednostki administracyjne Kościoła katolickiego obrządku bizantyjsko-węgierskiego:
- archieparchia Hajdúdorogu
- eparchia Miszkolca
- eparchia Nyíregyházy